# Bruno Busale
Bruno Busale (Napoli, 1530 circa – post 1569) è stato un teologo italiano.
Fu processato dall'Inquisizione veneziana per anabattismo, ma ebbe salva la vita abiurando.

## Biografia
Napoletano, ebbe almeno due fratelli maggiori, Girolamo e Matteo, tutti appartenenti al movimento del riformismo radicale religioso che si sviluppò in Italia nella prima metà del XVI secolo. Il fratello Girolamo, già in contatto con il circolo degli alumbrados di Juan de Valdés, si era trasferito a Padova intorno al 1538 per studiare filosofia nel locale Studio, aveva abbracciato le teorie che negavano la Trinità e di qui si era avvicinato all'anabattismo.
Bruno Busale giunse a Padova nel 1550 per iscriversi all'Università: andò ad abitare insieme con Lorenzo Tizzano, un ex-frate napoletano il quale, insieme con il fratello, lo iniziò alle idee antitrinitarie, e fu istruito sull'anabattismo e ribattezzato da Tiziano, uno dei fondatori dell'anabattismo veneto. Alla fine dell'anno Bruno e Girolamo si trasferirono dallo zio Francesco Basalù, per partecipare a un sinodo di unificazione delle diverse concezioni antitrinitarie e anabattistiche allora correnti: in quella riunione, ribadita la natura solamente umana di Gesù, ne fu riconosciuta la messianicità.
L'arresto, avvenuto a Rovigo nel febbraio del 1551, dell'anabattista Benedetto Del Borgo, consigliò diversi anabattisti a nascondersi o fuggire, come Girolamo Busale, che si rifugiò a Napoli; Bruno, rimasto a Padova, fu arrestato nel dicembre successivo in seguito al tradimento del prete Pietro Manelfi. Durante il processo, tenuto dal dicembre 1551 al febbraio 1552, ammise i fondamenti della dottrina teologica anabattistica: figlio di Giuseppe e Maria, che non era vergine, Gesù era un uomo come tutti gli altri e figlio di Dio soltanto secondo lo spirito. Quanto all'eucaristia, era un semplice segno e in essa non si verificava alcun evento miracoloso.
L'anabattismo era considerato particolarmente pericoloso perché contestava l'autorità costituita, proclamando la reale e concreta eguaglianza di tutti gli uomini: il Busale, nella sua difesa, affermò di essere rispettoso dell'ordine sociale e politico, fino a sostenere di avere ormai abbandonato il gruppo anabattista e di essere tornato all'ortodossia cattolica.
Probabilmente il Busale fu fatto abiurare e lasciò la Repubblica veneziana senza altre conseguenze: niente altro si sa della sua vita, se non che forse è lui quel Bruno Busale, funzionario del Regno di Napoli, di cui parlano alcuni documenti del 1566 e del 1569.